# Oggetti non stellari nella costellazione dell'Orologio
Principali oggetti non stellari presenti nella costellazione dell'Orologio.

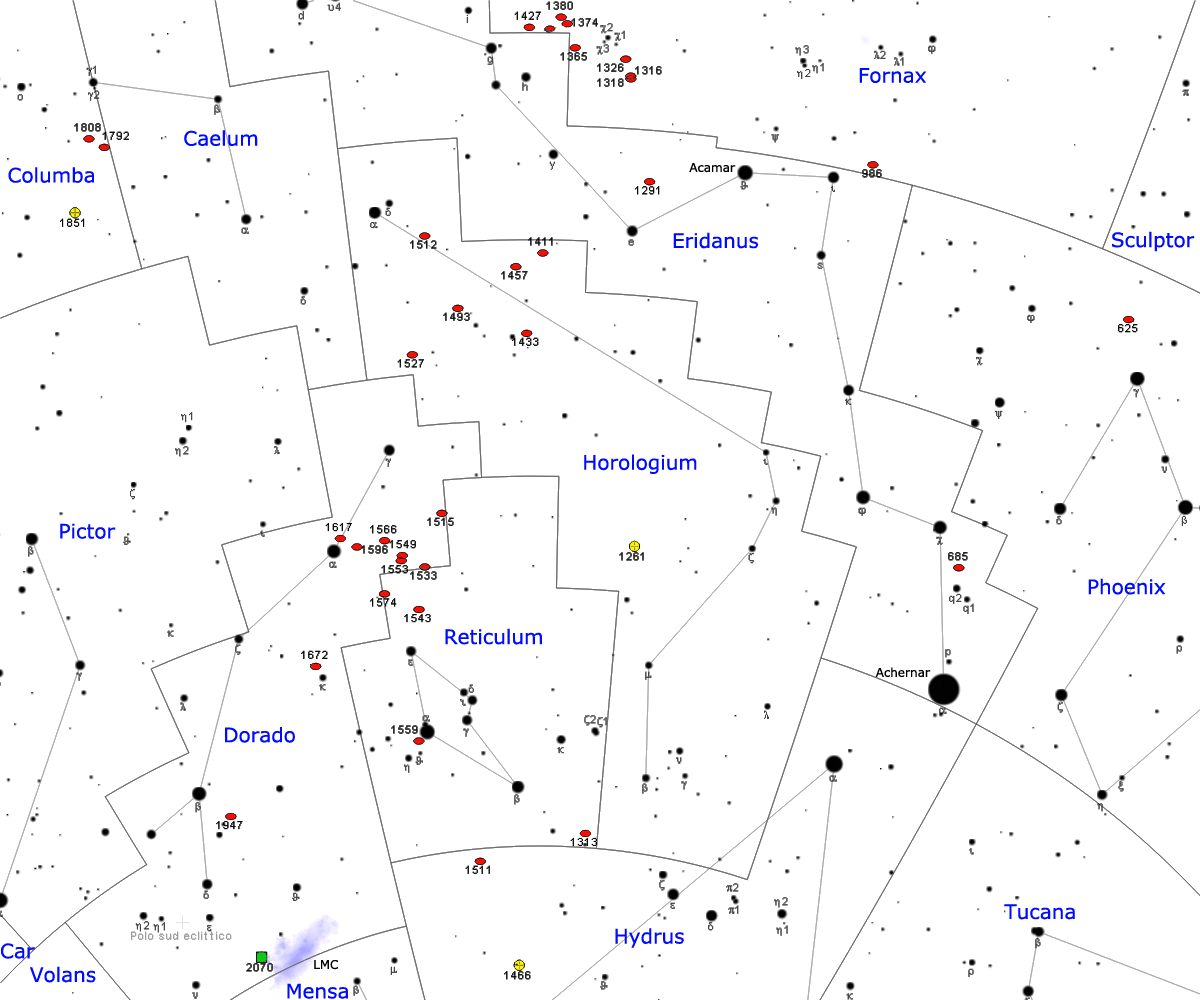
Mappa della costellazione dell'Orologio.

## Ammassi globulari
- NGC 1261

## Galassie
- NGC 888
- NGC 1025
- NGC 1031
- NGC 1096
- NGC 1135
- NGC 1136
- NGC 1244
- NGC 1246
- NGC 1249
- NGC 1311
- NGC 1356
- NGC 1411
- NGC 1433
- NGC 1448
- NGC 1457
- NGC 1476
- NGC 1483
- NGC 1493
- NGC 1494
- NGC 1495
- NGC 1510
- NGC 1512
- NGC 1527
- SPT-S J034640-5204.9

## Gruppi di galassie
- Gruppo di ESO 154-10
- Gruppo di IC 1954
- Gruppo di NGC 1493
- Gruppo di NGC 1512

## Superammassi
- Superammasso dell'Orologio